# Territorier i USA
Territorier i USA er subnationale administrative områder, der kontrolleres og overses af den føderale regering i USA. De forskellige amerikanske territorier adskiller sig fra de amerikanske delstater og indianerreservater, da de ikke er suveræne enheder. Her udøver og besidder hver delstat en høj grad af suverænitet, som er adskilt fra den føderale regerings, og hver føderalt anerkendte indianerstamme besidder begrænset stammesuverænitet som en "afhængig suveræn nation". Territorier er klassificeret efter hvorvidt de er inkorporeret og om de har en "organiseret" regering, der er bestemt og fastlagt efter en lov vedtaget i USA's føderale Kongres. Amerikanske territorier er under amerikansk suverænitet og behandles følgelig som en del af USA på nogle måder og ikke på andre måder – hermed skal forstås, at territorier tilhører, men anses ikke for at være en del af, USA. Særligt ikke-inkorporerede territorier anses ikke for at være integrerede dele af USA, og USA's forfatning gælder kun delvist i disse territorier.
USA administrerer i øjeblikket tre territorier i det Caribiske Hav og elleve i Stillehavet. Fem territorier (Amerikansk Samoa, Guam, Nordmarianerne, Puerto Rico og De Amerikanske Jomfruøer) er permanent beboede, ikke-inkorporerede territorier. De resterne ni territorier er små øer, atoller og rev uden indfødte (eller permanente) beboere. Af disse ni territorier er kun ét klassificeret som et inkorporerede territorier (Palmyra Atoll). To yderligere territorier (Bajo Nuevo Bank og Serranilla Bank) gør USA krav på, men administreres af Colombia. Historisk set er territorier blevet skabt for at administrere nyerhvervet områder, og de fleste af disse erhvervede områder har efterfølgende opnået status som delstat i Unionen (del af USA). De seneste territorier, der blev optaget som en amerikanske delstater i USA, var Alaska den 3. januar 1959 og Hawaii den 21. august 1959. Republikken Filippinerne – sammen med de De Fødererede Stater Mikronesien, Republikken Marshalløerne og Republikken Palau, som blev administreret som et FN-tillidsområder, men nogle gange blev angivet som amerikanske territorier – blev senere uafhængige nationer.
Politisk og økonomisk er områderne underudviklede. Beboere i USA's territorier kan ikke stemme ved USA's præsidentvalg, og de har kun repræsentation uden stemmeret i Kongressen. I henhold til data fra 2012 er telekommunikation og anden infrastruktur i de amerikanske territorier generelt ringere end i kontinentale USA og Hawaii. Fattigdomsraterne er ligeledes højere i territorierne sammenliget med i de amerikanske delstaterne.

## Organiserede vs. uorganiserede territorier

### Definition
Organiserede territorier er landområder under føderal suverænitet (men ikke en del af nogen delstat eller det føderale distrikt), som har fået/fik en vis grad af selvstyre tildelt af Kongressen gennem lov. Disse territorier er underlagt Kongressens bemyndigelse i henhold til den såkaldte "Property Clause" (eller "Territorial Clause") i USA's forfatnings artikel fire, afsnit 3.

### Tidligere
Udtrykket uorganiseret er historisk blevet anvendt enten
- på en nyerhvervet region, der endnu ikke var konstitueret som et organiseret inkorporeret territorium. F.eks. Louisiana-købet før oprettelsen af Orleans-territoriet og Louisiana-distriktet)
- eller på en region, der tidligere var en del af et organiseret inkorporeret territorium, men blev efterladt "uorganiseret", efter at en anden del af det tidligere organiseret territorium opfyldte kravene til at blive en delstat (f.eks. blev en stor del af Missouri-territoriet uorganiseret territorium i flere år efter, at dets sydøstlige del blev til delstaten Missouri).

Regioner, der er blevet optaget som delstater under USA's forfatning – ud over de oprindelige tretten –  var oftest før deres optagelse enten territorier eller dele af territorier. Efterhånden som USA voksede, ville de mest folkerige dele af et organiserede territorium opnå status som en delstat. Nogle territorier eksisterede kun kortvarigt inden de blev delstater, mens andre forblev territorier i årtier. Eksempelvis eksisterede Alabama-territoriet kun to år, mens New Mexico-territoriet og Hawaii-territoriet begge eksisterede i mere end 50 år.
Af de nuværende 50 delstater har 31 tidligere været del af et organiseret inkorporeret amerikansk territorium. Ud over de 13 oprindelige delstater var seks andre delstater – som efterfølgende blev optaget i Unionen – aldrig del af territorium: da Kentucky, Maine og West Virginia blev optage i Unionen var disse områder en del af allerede eksisterende delstater; Texas og Vermont var begge suveræne stater (kun de facto suverænitet i Vermonts tilfælde, idet New York gjorde krav på regionen) på det tidspunkt, hvor de trådte ind i Unionen; og Californien blev optaget ud fra et uorganiseret landområde, der blev afgivet til USA fra Mexico i 1848 mod slutningen af den mexicansk-amerikanske krig.

### Nuværende status
Alle de fem store amerikanske territorier er permanent beboede og har lokalt valgte territoriale parlamenter og administrationer (lovgivende og udøvende magter) – og en vis grad af politisk autonomi. Fire af de fem er "organiserede", mens Amerikansk Samoa teknisk set "uorganiseret". Alle de amerikanske territorier, der er uden permanente ikke-militære befolkninger, er uorganiserede.

## Eksterne links
- The United States and its Territories: 1870–1925: The Age of Imperialism (en specialsamling af digitalt bibliotek ved University of Michigan )
- FindLaw: Downes v. Bidwell, 182 US 244 (1901) vedrørende skelnen mellem inkorporerede og ikke-inkorporerede territorier
- FindLaw: People of Puerto Rico v. Shell Co., 302 US 253 (1937) vedrørende anvendelsen af amerikansk lovgivning på organiserede, men ikke-inkorporerede territorier
- FindLaw: United States v. Standard Oil Company, 404 US 558 (1972) Arkiveret 11. september 2007 hos  Wayback Machine  </link> vedrørende anvendelsen af amerikansk lovgivning på uorganiserede ikke-inkorporerede territorier
- Office of Insular Affairs
- Anvendelse af den amerikanske forfatning i amerikanske øområder Arkiveret 3. november 2013 hos  Wayback Machine </link>
- Department of the Interior Definitioner af politiske organisationer i øområdet
- United States District Court decision addressing the distinction between Incorporated vs Unincorporated territories
- USDA — Islands on the Edge: Housing Development and Other Threats to America's Pacific and Caribbean Island Forests
- Harvard Law Review—U. S. Territorier: Indledning
- Washington Post – De fleste lande har opgivet deres kolonier. Hvorfor har Amerika ikke?
- LGBT-spørgsmål i de amerikanske territorier (inkluderer baggrundsoplysninger om de amerikanske territorier)